# Haute-Vigneulles
Haute-Vigneulles là một xã trong vùng Grand Est, thuộc tỉnh Moselle, quận Boulay-Moselle, tổng Faulquemont. Tọa độ địa lý của xã là 49° 06' vĩ độ bắc, 06° 33' kinh độ đông. Haute-Vigneulles nằm trên độ cao trung bình là 300 mét trên mực nước biển, có điểm thấp nhất là 234 mét và điểm cao nhất là 384 mét. Xã có diện tích 9,53 km², dân số vào thời điểm 2004 là 432 người; mật độ dân số là 45 người/km². Xã cách khoảng 28 km về phía đông của Metz, thuộc Pháp từ năm 1766.

## Thông tin nhân khẩu
| 1962 | 1968 | 1975 | 1982 | 1990 | 1999 |
| ---- | ---- | ---- | ---- | ---- | ---- |
| 355  | 356  | 329  | 362  | 384  | 408  |